# Ralph Lédel
Ralph Gerhard Frans Lédel, född 28 maj 1941 i Jönköping, död 11 april 2015, var en svensk kommun- och landstingspolitiker för moderaterna. Landstingsråd i Stockholms läns landsting 1988–2002, Finanslandstingsråd 1991–1994 och 1998–2002, ordförande i landstingsstyrelsen 1998–2002. Lédel var också kommunalråd i Tyresö och ledamot av den moderata partistyrelsen. Fram till 2010 var Lédel gruppledare för moderaterna i Fagersta.
Lédel studerade under perioden 1965–1970 vid universiteten i Uppsala och Stockholm, var anställd av Örebro stad 1966–1967, Tyresö kommun 1968–1972, Sveriges kommunförbund 1972–1983, drev eget företag i turistbranschen 1983–1985 och var kommunalråd i Tyresö 1986–1988.
Lédel var huvudansvarig för att över 400 nya privata vårdföretag tillkommit genom upphandling eller avknoppning i Stockholms län. Lédel ansvarade också för försäljningen av S:t Görans sjukhus vilket gav stor nationell och internationell uppmärksamhet.
För skötseln av landstingets ekonomi fick Lédel stark kritik. Landstingets revisorer tillstyrkte inte ansvarsfrihet för varken 2001 eller 2002 års ekonomiska förvaltning. Även partiinternt fick Lédel hård kritik för de stora underskott landstinget ådragits under hans tid som ytterst ansvarig. 